# Hyposada leucoma
Hyposada leucoma là một loài bướm đêm trong họ Erebidae.